# Erasme de Gònima i Passarell
Erasme de Gònima i Passarell (Moià, 4 d'agost de 1746 - Barcelona, 26 d'abril de 1821) fou un industrial barceloní, fabricant d'indianes. Fou un dels protagonistes de la protoburgesia emergent de la renaixença econòmica del segle xviii, preparant el camí a la Revolució Industrial de Catalunya.

## Biografia
Fill d'un teixidor de llana de Moià, es traslladà als 5 anys amb la seva família a Barcelona i el 1757 entrà a treballar com a aprenent a la fàbrica d'indianes dels germans Magarola. En aquesta fàbrica s'especialitzà en la composició dels colors i arribà a convertir-se en el seu director tècnic. El 1766 es casà amb Ignàsia Coll i Viladomiu, filla del fabricant d'indianes Joan Coll i Vives; això li permeté, després de l'examen de rigor (1780), d'instal·lar-se com a fabricant. Tingueren una filla, Josepa de Gònima i Coll, que es casà amb Domènec de Janer i Sunyer. Net seu és Erasme de Janer i de Gònima.
El 1790 fou elegit diputat del Comú de Barcelona. Un any després, concretament el 12 d'agost de 1791, el rei li atorgà títol de noblesa ("Ciutadà Honrat"), comprat per 57.008 rals de billó. Carles IV d'Espanya i la seva família, durant llur pas per Barcelona (1802), visitaren la seva fàbrica, que era la més gran de l'època. Durant la Guerra del Francès se'l considerà popularment afrancesat, però mai no fou acusat legalment. Tingué una actuació ambigua; defensà els membres de la resistència processats a Barcelona el 1809, però acceptà la direcció de la Casa de la Caritat (1812-14).
El 1818 es matriculà com a comerciant. Envià vaixells propis amb teixits a Amèrica, que retornaven amb tints. Era propietari d'una fragata (la "San Erasmo"), que feia regularment el trajecte Barcelona-Veracruz carregada d'indianes. Venia els seus teixits a Cadis, Sevilla, Madrid, Gènova, Hamburg i Amsterdam. Sempre interessat en la innovació i els progressos de la fabricació d'estampats de cotó, dirigí la Reial Companyia de Filats de Cotó entre 1804 i 1819, i entre els càrrecs honorífics de què gaudí cal destacar el de ministre honorari de la Junta General de Comerç, Moneda i Mines.
A Sant Feliu de Llobregat adquirí la propietat de ca l'Amigó, qualificada pel Baró de Maldà com el Versalles de Don Erasme.

### La fàbrica
Edificà la seva fàbrica al carrer de la Riera Alta, al Raval barceloní, a partir del 1785. Especialitzada en l'estampat de teles de lli i de cotó per al mercat americà (indianes), la fàbrica s'expansionà extraordinàriament i el seu propietari es convertí en el principal fabricant de la ciutat, admirat i injuriat alhora per la clara ostentació que feia de la seva riquesa (que feria la sensibilitat de la petita noblesa barcelonina, com es pot llegir en el Calaix de Sastre del Baró de Maldà). Foren famoses les seves festes, el luxe amb el que vivia, però també les seves nombroses donacions als pobres i a l'Església.
A finals de segle xviii ocupava entre 700 i 1.500 persones, una xifra impressionant per a l'època (entre els quals hi havia uns 50 nens). Va voler aixecar una colònia obrera entre aquest carrer i el del Carme (on ell tenia el seu palau): al costat de la fàbrica fou realitzat parcialment el projecte de Pelegrí de Basteiro de construir-hi una colònia industrial de 90 cases. Sempre es mostrà interessat per les innovacions tecnològiques, tractant d'incorporar màquines que facilitessin i fins i tot substituïssin el treball manual. Viatjava a diferents centres tèxtils d'Europa, fins que el 1808 hi instal·là un taller de fabricació de maquinària tèxtil, de curta durada, però un dels primers de Catalunya.
Morí l'any 1821 com a resultat de l'explosió d'una caldera mentre treballava a la seva fàbrica, tal com indica el seu net Erasme de Janer i de Gònima al panteó que li dedicà al Cementiri del Poblenou.

## Mocador commemoratiu
Al Museu de l'Estampació de Premià de Mar es conserva un mocador commemoratiu de la col·lecció de l'Erasme de Gònima de finals del segle xviii, de 81 x 81,3 cm. Es tracta d'una peça de batista (cotó fi) descruada i amb acabat abrillantat per pressió. Estampada amb motlles de fusta o de bac, amb 8 colors diferents: perfil negre, gris, marró, blau, oliva, vermell fosc, vermell clar i verd. Probablement s'hi empraren 16 motllos en total; un joc de 8 motllos per a l'escena principal i un joc de 8 motllos més pel dibuix de les cantonades.
De temàtica bèl·lica, l'escena s'inspira en la guerra del Rosselló del 1793. Els combatents del cos de cavalleria lleugera, duen uniformes propis de l'època, si bé amb certes llibertats estilístiques, o alguna variable no fidedigna de l'època.

## Fons familiar
- «Fons Família de Janer de l'Arxiu Històric de la Ciutat de Barcelona».   Arxiu Històric de la Ciutat de Barcelona.
- «Inventari del fons d'Erasme de Gònima».